# Scotland (Teksas)
Scotland je grad u američkoj saveznoj državi Teksas. Prema popisu stanovništva iz 2010. u njemu je živjelo 501 stanovnika.